# Bożena Banachowicz
Bożena Stanisława Banachowicz (ur. 1945) – polska pielęgniarka i działaczka związkowa, przewodnicząca Ogólnopolskiego Związku Zawodowego Pielęgniarek i Położnych w latach 1996–2005.

## Życiorys
Ukończyła dwuletnie Studium Pielęgniarskie, jest także absolwentką Studium Nauczycielskiego Średnich Szkół Medycznych. W latach 1970–1980 była działaczką Polskiego Towarzystwa Pielęgniarskiego. Jednocześnie przez pięć lat pracowała w zawodzie pielęgniarki na oddziale dziecięcym. Od 1981 roku pełniła funkcję pielęgniarki oddziałowej na oddziale chirurgii szpitala wojewódzkiego we Włocławku. Była również nauczycielką w szkole pielęgniarskiej. W 1992 roku była założycielką związku zawodowego pielęgniarek we Włocławku, a w 1995 roku założycielką Ogólnopolskiego Związku Zawodowego Pielęgniarek i Położnych. W latach 1995–2005 piastowała funkcję przewodniczącej OZZPiP.  
W 2004 roku znalazła się w Krajowym Komitecie Referendalnym o JOW w wyborach do Sejmu RP. Podczas wyborów samorządowych w Polsce w 2010 i 2014 roku kandydowała do Rady Miasta Włocławka z list Prawa i Sprawiedliwości. Podczas wyborów prezydenckich w Polsce w 2015 roku znalazła się w Ogólnopolskim Komitecie Poparcia Andrzeja Dudy. W latach 2008–2012 piastowała funkcję wiceprezesa Fundacji Pracy i Ochrony Zdrowia "Almach", a od 2012 roku pełni funkcję prezesa tejże  Fundacji.